# Lukka

Ubicación de Lukka y países vecinos.

Las tierras de Lukka, o Luqqa, se mencionan a menudo en las escrituras hititas. Se supone que se trata de una región en el sur de Asia Menor que los hititas no pudieron controlar por completo y cuyos pobladores fueron considerados enemigos.
Se considera que el topónimo Lukka, propio de la Edad del Bronce, es cognado del clásico Licia.
Hay dos hipótesis  con respecto a la extensión de las tierras de Lukka. La hipótesis maximalista es apoyada por Trevor Bryce, quien analiza las apariciones de Lukka en los textos de la Edad del Bronce.  «De estos textos podemos concluir que las tierras de Lukka, se refieren a una región que se extiende desde el extremo occidental de Panfilia, pasando por Licaonia, Pisidia y Licia». La hipótesis minimalista es sostenida por Ilya Yakubovich, quien concluye a partir del análisis de evidencia textual: «[Tenemos] argumentos filológicos positivos para la presencia de asentamientos Lukka de la Edad de Bronce en la Licia clásica, pero no en ningún otro lugar de Asia Menor o más allá».
Los soldados de las tierras de Lukka lucharon en el bando hitita en la famosa Batalla de Kadesh (c. 1274 a. C.) contra el faraón egipcio Ramsés II. Un siglo después, los lukka se habían vuelto contra los hititas. El rey hitita Suppiluliuma II intentó en vano derrotarlos.
Los lukka también son conocidos por los textos del Antiguo Egipto como una de las tribus de los Pueblos del mar, los cuales invadieron Egipto y el Mediterráneo oriental en el siglo XII a. C.